# Brazília világörökségi helyszínei
Brazília területéről eddig huszonnégy helyszín került fel a világörökségi listára, huszonkét helyszín a javaslati listán várakozik a felvételre.  
| | Ouro Preto |
| Felvétel: 1980 |            |
| Kulturális (I)(III) |            |
| Hivatkozás: 124 |            |
| A Rio de Janeirótól északra fekvő város a hegyvidéki tájra épült kis települések összeolvadásával jött létre. A 17. század végén felfedezett közeli aranylelőhelynek köszönhetően nagy befolyása volt az ország politikájára és a 18. század végén a brazil függetlenségi mozgalom kiindulópontja lett. A 19. században a bányák kimerülésével befolyása csökkenni kezdett, fénykorát a 18. században élte. Szokatlan városszerkezete követi a táj formáját. Központja a közösségi és magánépületekkel szegélyezett Tiradentes tér a parlamenttel és a volt kormányzói palotával. A város barokk templomai a koloniális rokokó előfutárainak tekinthetők, az épületek sikeresen ötvözték a brazil hagyományokat sz európai hatásokkal. A templomok többsége részletgazdag belső díszítéssel rendelkezik. Legfontosabb közülük a Sao Francisco de Assis-templom, a brazil építészet egyik remekműve. Tervezője, Antonio Francisco da Costa Lisboa irányításával ebben a korban összesen 13. templomot emeltek a településen. Ouro Preto óvárosa a templomok mellett hídjai és közkútjai miatt is nevezetes. |            |

| | Olinda történelmi óvárosa |
| Felvétel: 1982 |                           |
| Kulturális (II)(IV) |                           |
| Hivatkozás: 189, védett terület: 120 ha, pufferzóna: 920 ha |                           |
| A Brazília atlanti partvidékének északi részén fekvő Olindát portugál megszállók alapították 1537-ben. A település legfőbb bevételi forrása cukornádültetvényekből származott. A 17. század elején a hollandok meghódították a területet, ekkor a város komoly károkat szenvedett. 1654-ben egy Guararapes közelében vívott csata után a portugálok visszaszerezték és az elpusztított épületeket helyreállították, illetve kibővítették. Ma is látható műemlékeinek túlnyomó többsége a 17. és a 18. századból származik, óvárosa a brazil barokk építészet egyik legszebb példája. A korai misszionáriusok által építtetett templomokból és kápolnákból csak kevés maradt fent. A település mindig is fontos vallási központ volt, erről a ferences, bencés és karmelita kolostorok mellett mintegy 20 barokk templom és számtalan kápolna tanúskodik. Legkorábban épült temploma az 1537-ben alapított Igreja da Sé a város északkeleti részén terül el, és 1676-tól Olinda és Recife érsekségének székesegyházaként működik. A városközpontban az utóbbi évtizedekben átfogó állagmegóvási munkákat végeztek, ennek során felújításra került többek között az egykori jezsuita kollégium a mellette álló Graca-templom és az érseki palota is. |                           |

| | Jezsuita missziók a guaraniknál |
| Argentína és Brazília közös világörökségi helyszíne |                                 |
| Felvétel: 1983, kiterjesztés: 1984 |                                 |
| Kulturális (IV) |                                 |
| Hivatkozás: 275 |                                 |
| A helyszínhez öt, a 17. és a 18. században épített jezsuita misszió maradványai tartoznak Brazília Paraná szövetségi államában (Saõ Miguel das Missiõnes) és Argentína Misiones tartományában (San Ignacio Mini, Santa Ana, Nuestra Señora de Loreto, Santa Maria la Mayor). A romok trópusi erdőkben találhatók és kisebb eltérésekkel ugyanazt a mintát követik. Minden misszióhoz tartozott egy templom, egy plébánia, egy kórház, valamint lakóházak és raktárak. A szabályos rendben elhelyezett épületek egy központi teret vettek körül. A bennszülöttek és a hittérítők együtt dolgoztak, hatékony munkamódszereiknek köszönhetően a települések nagyrészt önellátóak voltak. A telepek célja a helyi lakosság megtérítése és vallásos nevelése volt, de ezzel egy időben védelmet is nyújtottak az itt élőknek a rabszolga kereskedők és a környélbeli földbirtokosok ellen. A telepek a jezsuiták 1767-1768-as kiűzése után (amikor egész Dél-Amerikát el kellett hagyniuk) gyorsan elnéptelenedtek, a romok nagy részét benőtte a vegetáció, csak a San Igancio Mini telepet állították részlegesen helyre. |                                 |

| | Salvador da Bahia történelmi óvárosa |
| Felvétel: 1985 |                                      |
| Kulturális (IV)(VI) |                                      |
| Hivatkozás: 309 |                                      |
| A 16. század közepén alapított Salvador da Bahia de Todos os Santos (Mindenszentek-öbölbeli Megváltó) egy tipikus gyarmati város Brazília északkeleti részén. 1549 és 1763 között ez a település volt az ország fővárosa, ezután a kormány Rio de Janeiróba helyezte át székhelyét. Bahiában 1558-ban megnyílt az Újvilág első rabszolgapiaca, fontos kereskedelmi központ is volt, valamint az európai, az afrikai és az amerikai kultúra keveredési pontja. A település két részre oszlik, az alsó- és felsővárosra, fekvése jól védhetővé tette a 16. és 17. századi kalóztámadásokkal szemben. Az óceán közelében a kikötőtől nem messze alakították ki az üzleti negyedet, míg a paloták és a templomok a felsővárosban kaptak helyet. A felsőváros Brazília legnagyobb olyan területe ahol a több mint 160 templom mellett kizárólag reneszánsz épületek állnak. Emellett számos barokk palota, a 16. században kialakított tér és a 17-18. századra datálható épület áll a történelmi városrészben. |                                      |

| | Bom Jesus do Congonhas-zarándoktemplom |
| Felvétel: 1985 |                                        |
| Kulturális (I)(IV) |                                        |
| Hivatkozás: 334, védett terület: 2,19 ha, pufferzóna: 8,77 ha |                                        |
| Bom Jesus do Congonhas zarándoktemploma Ouro Pretótól nem messze Minas Geras államban található. A régió az itt élő több mint tízezer aranyásónak köszönhetően a 18. században fénykorát élte. A latin-amerikai keresztény építészet egyik jelentős alkotása, építését egy súlyos betegségből felgyógyult bevándorló kezdeményezte. A hatvanévnyi építkezés után 1772-ben elkészült templom külseje egyszerű, barokk formájú, belseje viszont rokokó díszítést kapott. Valamivel a templom alatt a hozzá vezető út két oldalán hét kápolnát építettek, a bennük elhelyezett, Krisztus szenvedéstörténetét megjelenítő szoborcsoportok az épületegyüttes legjelentősebb alkotásai. A templom külső lépcsősorát 1770-ben kezdték el, és a tizenkét apostol szobrával díszítették. A templombelső fő díszítőelemei a táblaképek és a mennyezetfreskók. Az épületegyüttes napjainkban is népszerű búcsújáró hely, minden év szeptemberében zarándokok százezrei gyűlnek itt össze. |                                        |

| | Iguaçu Nemzeti Park |
| Felvétel: 1986 |                     |
| Természeti (VII)(X) |                     |
| Hivatkozás: 355, védett terület: 169 695,9 ha |                     |
| Az Iguazú-vízesés mellett két hasonló nevű park is található, az egyiket Argentínában a másikat Brazíliában jelölték ki. A nyolcvan méter magasból alázúduló 2700 méter széles vízesés a világ legnagyobb vízesései közé tartozik és összesen több mint 270 különálló kisebb zuhatagból tevődik össze. A brazil oldalon lévő park 1700 négyzetkilométer, felszínének 90 %-át szubtrópusi esőerdőből álló növényzet borítja. Az alacsonyabban fekvő területeken páfrányok, liánok és kúszónövények élnek nagy számban, a magasabb területek jellemző növényzete a lombhullató szubtrópusi erdő. A térség számos veszélyeztetett növény és állat menedéke, megtalálható itt az óriásvidra, az ocelot, a jaguár, a puma, a hosszúfarkú macska, a vörös nyársas- és a pampaszarvas, bőgőmajom, a tapír, az óriáshangyász és a pekari. A madarakat többek között papagájok, fecskék, díszes vitézsasok, zöldcsőrű tukánok és hárpiasasok képviselik. |                     |

| | Brazíliaváros |
| Felvétel: 1987 |               |
| Kulturális (I)(IV) |               |
| Hivatkozás: 445, védett terület: 11 268,9 ha |               |
| Brazíliavárost, az ország futurisztikus fővárosát 1956-ban hozták létre a semmiből Brazília közepén. Mindössze négy évvel később 1960-ban avatták fel, létesítése mérföldkő volt a várostervezések történetében. Oscar Niemeyer és Lucio Costa, Brazília akkori vezető építészei és tervezői modern, funkcionális és egységes várost akartak létrehozni. A fő rendezési elv az volt, hogy minden alkotóelemnek (lakó- és középületnek) összhangban kell állni a település általános megjelenésével. Alaprajza egy kiterjesztett szárnyú madárra hasonlít, észak-déli tengelye ívesen kanyarodik. Hozzá derékszögben egy másik fő tengely csatlakozik, ahol az összes fontos kormányzati épület áll. A másik tengely mellett kereskedelmi és szabadidő központok, terek, iskolák, templomok helyezkednek el. A város központja a Három hatalom tere a kongresszusi épületekkel. A település legismertebb alkotásai az egyszerű, kör alakú székesegyház, a mellette álló múzeum a külügyminisztérium székháza és a kongresszus épülete. |               |

| | Serra da Capivara Nemzeti Park |
| Felvétel: 1991 |                                |
| Kulturális (III) |                                |
| Hivatkozás: 606 |                                |
| A nemzeti park számos régészeti értéke közül a sziklás búvóhelyek falfestményei a legjelentősebbek. A legrégebbi rajzok 25 000 évesnél is idősebbek. A dél-amerikai földrészen itt találták meg az emberi élet eddig ismert legkorábbi nyomait. A rajzok többsége i. e. 10 000 és 4 000 között keletkezett és sokat elárul az itt élők hiedelemvilágáról és életéről. Embereket, állatokat, hétköznapi tevékenységeket jelenítenek meg. Az állatábrázolásokon óriás lajhárok, lovak, tevefélék, lámafélék ismerhetők fel és feltételezhető, hogy a környezet nagyban eltért a mostanitól. Tánc- és vadászjeleneteket is ábrázoltak, egyes képeken szertartások láthatók. A legrégebbi töredékes faldíszítmény a Pedra Furada barlangban található, keletkezését i. e. 26 000 és i. e. 22 000 közé datálják. Később már szavannai nyitott településeken is éltek népcsoportok, ezt agyagedények töredékei bizonyítják. A parkban összesen több mint háromszáz régészeti helyszínt tártak fel amelyek kapcsolatba hozhatók az első dél-amerikai közösségekkel. |                                |

| | São Luís történelmi városmagja |
| Felvétel: 1997 |                                |
| Kulturális (III)(IV)(V) |                                |
| Hivatkozás: 821, védett terület: 66,65 ha |                                |
| A települést franciák alapították 1612-ben, majd rövid holland uralom után portugál fennhatóság alá került. A Brazília északkeleti részén fekvő város portugál építészeti stílusát a dél-amerikai trópusi környezethez igazították. Egy 20. századi gazdasági stagnálásnak köszönhetően elkerülték a nagyobb városrendezések, így megőrizte történelmi épületeinek nagy részét. Városközpontja sakktábla alaprajzú, sok ház homlokzatát festett csempékkel (azulejo) borították. Az összkép jellegzetes elemei az erkélyek, az erkélykorlátok, a kovácsoltvas kerítések, a keskeny, magas ablakokat körbefogó díszes keretek és a festett párkányok. A lakóházak belső udvarok köré épültek, a trópusi klíma miatt nagyobb ablakközöket alakítottak ki és jellemzőek a zsaluzott belső udvari verandák is. Díszes közigazgatási és kormányzati paloták is épültek, ma hivatalok és múzeumok működnek bennük. A város székesegyháza a 18. század első felében épült, 1763-ban érseki katedrális lett. A településen körülbelül négyezer történelmi épület őrződött meg, és jelentősek a 19-20. század fordulóján emelt középületek is. |                                |

| | Diamantina városának történelmi központja |
| Felvétel: 1999 |                                           |
| Kulturális (II)(IV) |                                           |
| Hivatkozás: 890, védett terület: 28,5 ha |                                           |
| A Minas Gerais államban, hegyvidéki tájban fekvő Diamantina a gyémánt- és aranybányászatnak köszönhette fellendülését, jelentős kereskedelmi és kulturális központtá fejlődött. A gyémántkitermelés 1731-ben kezdődött, a település 1771 és 1845 között a korona közvetlen ellenőrzése alatt állt. A dél-afrikai bányászat fellendülése után a 20. század elején megszűnt a kitermelés. Diamantinát egy középkori portugál kisváros mintájára alakították ki és harmonikusan illeszkedik a meredek, hegyvidéki tájba. Épületei – hasonlóan a korabeli brazíliai bányásztelepülésekhez – barokk stílusúak, illetve a portugál manierista építészettel mutatnak rokonságot. A templomok és házak homlokzata általában egyszerű, legtöbbször színes ablakokkal és ereszekkel díszítették ki. A város jelentős épülete az 1835-ben épült régi vásárcsarnok, a kék-fehér gyalogoshíd, a székesegyház, valamint a közelében álló faragott szökőkút. Ezen kívül figyelemre méltóak a Rua do Burgalhan házai és a város 18. századi templomai is. |                                           |

| | Felfedezés Partja Esőerdő Rezervátum |
| Felvétel: 1999 |                                      |
| Természeti (IX)(X) |                                      |
| Hivatkozás: 892, védett terület: 111 930 ha |                                      |
| A védett terület ami északon Bahia államtól, délen a Rio Grande do Sulig húzódik, nyolc, összesen 1 120 négyzetkilométeres trópusi és szubtrópusi erdőkkel, szavannákkal, mangroveerdőkkel borított rezervátumból áll. Az erdők főleg 20-30 méter magas ernyőfákból állnak, itt található a legtöbb fafajta a világon és a brazilfa legnagyobb populációja is. A kutatások szerint van az erdőnek olyan része, ahol egy hektáron 458 fafaj él, és itt teremnek a világ legnagyobb paradiókészletei is. A terület számos őshonos faj otthona, és a fajok megóvásának szempontjából fontos folyamatok is tanulmányozhatók benne. A világörökségi helyszínhez az atlanti-óceáni esőerdők északi részéhez tartozó erdőségek és bozótrezervátumok tartoznak, ezek az unai és sooretamai Reservas Biologicas, a Particulares de Patrimonio Natural, Veracruz, Linhares és Pau Basil három nemzeti parkja, valamint a Monte Pascoal és a Descobrimento védett területek. |                                      |

| | Atlanti-parti Esőerdő Rezervátum |
| Felvétel: 1999 |                                  |
| Természeti (VII)(IX)(X) |                                  |
| Hivatkozás: 893, védett terület: 468 193 ha, pufferzóna: 1 223 557 ha |                                  |
| A védett területen összesen huszonöt rezervátumban 5 000 négyzetkilométeren élnek Brazília legszebb és szinte csonkítatlanul fennmaradt atlanti-óceáni esőerdői. A táj változatos, az erdők mellett alföldi nedves élőhelyekből, hegytömbökből és dűnékből álló parti szigetekből folyókból, vízesésekből és sekély mocsarakból áll. Egyes részein hektáronként több mint 450 fafajt jegyeztek fel. Az erdők a jégkorszak óta részlegesen izoláltak, ezért magas az itt élő endemikus fajok aránya, ami a fajok 70, a főemlősök 85 az emlősök 39 százaléka. A növénytani sokféleség az Amazonasnál találhatót is meghaladja. Ez a világ egyik legveszélyeztetettebb ökoszisztémájának része, az eredeti erdőknek mára már csak a 7 százaléka maradt meg. Védett és veszélyeztetett állatai a jaguár, az ocelot, az erdei kutya, az óriásvidra, a selyemmajmok, az arany oroszlánmajmocska, a gyapjas pókmajom, a barna bőgőmajom, a galléros lajhár és a sörényes hangyász. Az itt élő madárfajok számát 350 körülire becsülik. |                                  |

| | Közép-amazóniai Természetvédelmi Területek |
| Felvétel: 2000,kiterjesztés: 2003 |                                            |
| Természeti (IX)(X) |                                            |
| Hivatkozás: 998, védett terület: 5 323 018 ha |                                            |
| A Manaustól 200 kilométerre északnyugatra kezdődő esőerdő rezervátum az Amazonas medencéjének legnagyobb természetvédelmi területe. Itt található a világ fajokban leggazdagabb természetes élőhelye. 2003-ban bővítették 60 000 négyzetkilométerre, hozzá tartozik a Jaú Nemzeti Park, a Mamairauá Rezervátum bemutató területe, az Amanã Rezervátum, az Anavilhanas Ökológiai Állomás és lefedi a Rio Jaú teljes vízgyűjtó medencéjét a Rio Negróval való összefolyásáig. Az évszakonkénti vízingadozás miatt olyan nagyon ritka ártéri erdőtípus alakult itt ki, ahol a fákat az esős évszakban a lombkoronáig víz borítja. A folyók vize a szerves anyagok és a kevés üledék miatt sötét színű, úgynevezett fekete víz, az elárasztott talaj tápanyagokban gazdag. Az itt élő fenyegetett fajok közé tartozik a jaguár, az óriásvidra, a dél-amerikai manátusz, a fekete kajmán, különböző teknősfajok, a világ legnagyobb édesvízi hala, az arapaima valamint az folyami delfin és a parti delfin.. A helyszín kulcsfontosságú egyes fenyegetett fajok megmentésében. A helyszín ezen kívül 450 madárfaj, 300 halfaj, 120 emlősfaj, a közép-amazóniai madárfajok 60 százalékának és a Rio Negro vízválasztóján belül élő halfajok 60 százalékának élőhelye. |                                            |

| | Pantanal Természetvédelmi Terület |
| Felvétel: 2000 |                                   |
| Természeti (VII)(IX)(X) |                                   |
| Hivatkozás: 999, védett terület: 187 818 ha |                                   |
| A nemzeti parkot négy védett terület együttese alkotja a bolíviai és a paraguayi határ közelében. A kiterjedt lápvidék a világ egyik legnagyobb mocsaras ökoszisztémája (2 000 négyzetkilométer). Egy hordalékkal feltöltött síkság, hullámtereket, ártéri erdőket, lápokat, tavakat foglal magába. Legjellemzőbb eleme a víz, ami hatalmas területeket önt el még a száraz hónapokban is. A terület legfőbb vízforrása a Cuiabá-folyó. Az itt élő állatfajok száma rendkívüli, 650 madár-, 400 hal- és 80 emlősfajt dokumentáltak. A védett fajok közé tartozik a jaguár, a mocsári szarvas, a sörényes hangyász, és az óriásvidra, amelyek nagy egyedszámban élnek a védett övezeteben. A mocsaras részek szavannás területekre is benyúlnak, a lápvidékeken acuripálmák alkotnak kisebb erdőket. A park lápi madarak költőhelye is, jellegzetes madarai a gólya- íbisz- és récefélék. |                                   |

| | Goiás városának történelmi központja |
| Felvétel: 2001 |                                      |
| Kulturális (II)(IV) |                                      |
| Hivatkozás: 211, védett terület: 40,3 ha, pufferzóna: 43,5 ha |                                      |
| Goiás egy portugál gyarmati bányászváros volt, ami európai mintát követve alkalmazkodni tudott Dél-Amerika éghajlati, földrajzi és kulturális viszonyaihoz. Az első gyarmatosítók akik a 16. században bevonultak a területre kincs- és rabszolgavadászok voltak. Történelmi városközpontja a 18. század végén és a 19. században alakult ki helyi technikák és anyagok használatával, ami harmonikussá teszi a szerény kivitelű középületeket és magánházakat. A portugál telepesek egy jellegzetes építészeti stílust fejlesztettek ki, a város legfontosabb épületei a Santana-székesegyház, a kormányzói palota, a színház, a laktanya és a település 30 temploma. Városszerkezete jellemző Dél-Amerika koloniális településeire. 1748-ban egy új alkörzet központja lett, ekkor kezdett fejlődni, egy kisebb főváros lett belőle és 1937-ig az azonos nevű szövetségi állam fővárosa maradt. A modern időkben elkerülték a nagyobb átalakítások, így meg tudta őrizni történelmi városrészét. |                                      |

| | Chapada dos Veadeiros Nemzeti Park és Emas Nemzeti Park |
| Felvétel: 2001 |                                                         |
| Természeti (IX)(X) |                                                         |
| Hivatkozás: 1035, védett terület: 381 430 ha |                                                         |
| A két nemzeti park a campos cerrados, az ország középső-nyugati részén található szavannás térség részei. Kulcsfontosságú élőhelyekkel rendelkeznek amelyek menedékül szolgálhatnak klímaváltozás idején is. A kétmillió négyzetkilométeres ökoszisztémára magas fennsíkok szakadékok és folyóvölgyek jellemzőek. A Chapada do Veadeiros 2 400, az Emas Nemzeti Park 1 300 négyzetkilométeren terül el. Nemzeti parkokban sok veszélyeztetett és a régióra különösen jellemző állat él, ilyen az óriástatu, a sörényes farkas, a jaguár, a pampaszarvas, majmok és királykeselyűk. Az Emas Nemzeti Park jellegzetes állata a nandu (nevét is róla kapta), és a füves térségben élő sörényes hangyász. A kopár talajú nemzeti parkok éghajlata száraz, mégis biológiai sokféleség jellemző rájuk. A Chapada dos Veaderios területén mintegy 1 000 pillangó-, 45 emlős-, és 300 madárfajt regisztráltak. |                                                         |

| | Brazil Atlanti-óceáni szigetek: Fernando de Noronha-szigetcsoport és Rocas-atoll rezervátumok |
| Felvétel: 2001 |                                                                                               |
| Természeti (VII)(IX)(X) |                                                                                               |
| Hivatkozás: 1000, védett terület: 42 270 ha, pufferzóna: 140 713 ha |                                                                                               |
| Az Atlanti-óceán víz alatti hegyhátai alkotják a Fernando de Noronha szigeteit és a Rocas atollt. Az egyenlítő közelében helyezkednek el, ahol a hidegebb vizek találkoznak az egyenlítői áramlatokkal. A terület tonhalak, cápák, teknősök fontos táplálékszerző és szaporodási helye. Fernando de Noronha egy erdővel borított 21 kisebb szigettel körbevett vulkanikus képződmény. A Rocas atoll medencéi és sekély lagúnái apálykor természetes akváriumokat hoznak létre. A rezervátum különleges biodiverzitással rendelkezik, bálnák számára is fontos pihenőhely, egyik öblében delfinpopuláció él. A szigetek a trópusi tengeri madarak kedvelt fészkelőhelyei is. A szigeteken két endémikus madárfaj él, a noronhai elénia (Elaenia ridleyana) és a noronhai lombgébics (Vireo gracilirostris). A fő szigeten mindkettő jelen van, a noronha lombgébics Ratán is. További őshonos faj a fülfoltos gerle egy alfaja, az avoante (Zenaida auriculata noronha). Ebben a régióban található a trópusi Dél-Atlanti-óceán összes szigete közül a legnagyobb és a legfontosabb tengerimadár-költőhely. A fregattmadár, vöröscsőrű trópusimadár és fehérfarkú trópusimadár, piroslábú szula, fehérhasú szula és álarcos szula, barna és fekete noddi található a szigeteken. Sok bevándorló faj szintén látogatja a szigeteket, mint az amerikai pettyeslile, az ezüstlile, a kőforgató és a fenyérfutó. Őshonos emlős nincs a szigeteken, az egyetlen endemikus rágcsáló, a Noronhomys vespuccii régen kipusztult, csak csontmaradványok alapján ismert. A számos halfaj és a látványos korallzátonyok miatt a szigetcsoport népszerű merülőhely. |                                                                                               |

| | São Francisco tér São Cristovãoban |
| Felvétel: 2010 |                                    |
| Kulturális (II)(IV) |                                    |
| Hivatkozás: 1272, védett terület: 3 ha, pufferzóna: 2 500 ha |                                    |
| A Brazília északkeleti részén található São Cristóvão az ország egyik legrégebbi gyarmati városa, 1590-ben alapították. Négyszög alakú nyílt főterét a gyarmati időszak különböző fázisait képviselő épületek veszik körbe. A portugál gyarmatosítók építészetüket a helyi formakincshez igazították, viszont São Cristóvão spanyol jellegzetességeket követő települése egyedülálló az országban. A Szent Ferenc-templom és kolostora a 17. század végén épült és tipikus példája a térségben kifejlődött vallásos rendi építészetnek. A Santa Casa de Misericordia, egy eredetileg apácák által működtetett ispotály szintén a 17. századból való. 18. századi a Szeplőtelen fogantatás-kápolna és a Boldogasszony-templom. A téren látható műemlékegyüttes az ibériai unió gyarmati városrendezésének egyik példája. A település tartományi székhely volt, ezért közigazgatási, vallási és kereskedelmi intézmények is kiépültek a területén. |                                    |

| | Rio de Janeiro kultúrtája |
| Felvétel: 2012 |                           |
| Kulturális (V)(VI) |                           |
| Hivatkozás: 1100, védett terület: 7 248,78 ha, pufferzóna: 8 621,38 ha |                           |
| A kultúrtájhoz tartozik az 1961-ben alapított Tijuca Nemzeti Park hegyeitől az óceánpartig terjedő terület az 1808-ban létesített botanikus kerttel, a Corcovado-hegy a világhírű Krisztus-szoborral, az öböl melletti dombok, valamint a Copacabana öböl melletti terület a városlakók kedvelt szabadidős tartózkodási helye. A városképet erdővel borított hegyek egészítik ki az 1021 méter magas Tijuca-hegységben, ami a város fölé tornyosul. A botanikus kert meg tudta őrizni neoklasszicista jellegét, viszont pálmáinak egy része elpusztult és újra kellett ültetni. A területet legsűrűbben a hegy és az óceánpart közötti keskeny sávban építették be, jellemzőek a szabálytalan alakú fehér háztömbök, amik nem tartoznak az helyszín összesen 109 eleméhez, hanem a körülötte kialakított puffer zónában helyezkednek el. Rio de Janeiro többféle művészeti ágat (irodalom, költészet, zene) is megihletett, látképe a Megváltó Krisztus szobrával már a 20. század első felében ismertté vált. |                           |

| | Pampulha modern épületegyüttese |
| Felvétel: 2016 |                                 |
| Kulturális (I)(II)(IV) |                                 |
| Hivatkozás: 1493, védett terület: 154 ha, pufferzóna: 1 418 ha |                                 |
| A helyszín Minas Gerais államban Belo Horizonte főváros Pamphula kerületében található. Az épületegyüttest Oscar Niemeyer tervei alapján 1940-ben hozták létre egy mesterséges tó körül, a tervező munkatársai között volt Joaquim Cardozo mérnök és Cândido Portinari képzőművész is. Az épületek kertvárosi környezetben egy kulturális és szórakoztatóközpontot alkotnak, amely négy fő részből áll, egy kaszinóból, egy táncteremből, egy golfklubból és a Szent Ferenc-templomból. Az építkezés során hangsúlyos betonelemeket használtak amelyeket képzőművészeti alkotásokkal, szobrokkal és kerámiatárgyakkal ötvöztek. Az épületek szerves egységet alkotnak a körülöttük lévő kertekkel és körüljárhatóak. Az alkotók összehangolt munkájának eredményeként az épületegyüttes a 20. századi modern építészet egyik kiemelkedő alkotása ami őrizve a helyi hagyományokat alkalmazkodik a brazíliai éghajlathoz és a természetes környezethez. |                                 |

| | A Valongo rakpart régészeti helyszíne |
| Felvétel: 2017 |                                       |
| Kulturális (VI) |                                       |
| Hivatkozás: 1548, védett terület: 0,38 ha, pufferzóna: 41,69 ha |                                       |
| A Valongo rakpart régészeti helyszíne a modern Rio de Janeiro központjában található és elfoglalja az egész Jornal do Comércio teret. Korábban ez volt a város kikötője, ahol kőből egy rakpartot építettek az 1811 után Afrikából elhurcolt rabszolgák számára, akik itt léptek először a dél-amerikai kontinensre. A becslések szerint mintegy 900 000 rabszolga érkezett ezen az útvonalon. Az ásatások során a lelőhelyen több réteget tártak fel és előkerültek a legmélyebben fekvő maradványok is a rakpart legkorábbi kőborításával. A lelőhely jelentőségét az adja, hogy ezen a helyen látható emlékei vannak az afrikai rabszolgák érkezésének a kontinensre. |                                       |

| | Paraty és Ilha Grande |
| Felvétel: 2019 |                       |
| Vegyes (V)(X) |                       |
| Hivatkozás: 1308, védett terület: 150,39 ha, pufferzóna: 258,92 ha |                       |
| A Serra da Bocaina hegylánc és az Atlanti-óceán között elterülő kultúrtáj Paraty (Brazília egyik legjobban megőrzött part menti városa) történelmi központjából, valamint a brazíliai erdők négy védett övezetéből áll. Itt található az egyik olyan terület az ötből, ami kulcsfontosságú a biodiverzitás megőrzésében. Olyan veszélyeztetett állatok is élnek itt mint a jaguár, a fehérajkú pekari, és a hely emblematikus főemlőse a pókmajom. A 17. század végén Paraty volt a Camino do Ouro (aranyút) végpontja, ahol az aranyat Európába szállították. Az itteni kikötő volt az egyik belépési pontja az Afrikából származó rabszolgáknak, akiket a bányákba küldtek. A város és a kikötő megóvására védelmi rendszert hoztak létre. A történelmi városközpont megőrizte 18. századi szerkezetét, ma is látható gyarmati épületeinek legnagyobb része a 18. századból és a 19. század elejéről származik. |                       |

| | Roberto Burle Marx kisbirtoka |
| Felvétel: 2021 |                               |
| Kulturális (II)(IV) |                               |
| Hivatkozás: 1620, védett terület: 40,53 ha, pufferzóna: 575 ha |                               |
| A Rio de Janeiro nyugati részén található helyszín Roberto Burle Marx (1909 – 1994 ) művész és tájépítész több mint negyven évig tartó munkájának eredménye. Az alkotó egy „élő műalkotást” kívánt létrehozni helyi növényekből és modernista építészeti elemekből. Az 1949-ben elkezdett alkotáson kezdettől fogva felismerhetőek azok a stíluselemek amelyek később is meghatározták a művész munkásságát és nagymértékben hatottak a nemzetközi kertépítészetre is. Jellegzetességei kanyargós formái, dús növényzete, épületelemeinek elrendezése, a színek éles ellentéte, trópusi növények és a hagyományos népi kultúra elemeinek felhasználása. Az 1960-as évek végére a kert tartalmazta (más ritka trópusi fajok mellett) az ország növényzetének legreprezentatívabb gyűjteményét. A kertben 3 500 trópusi és szubtrópusi ültetett növény él a régió természetes vegetációja mellett, köztük mangrove-fajok, valamint parti trópusi és szubtrópusi erdős térségből származó egyedek. A kert kialakítása és fenntartása komoly együttműködést igényelt ami a környezet megóvásának egyik feltétele. A Sitio Roberto Burble Marx az első olyan modern trópusi kert ami felkerült a világörökségi listára. Roberto Burle Marx egykori lakhelye, műterme és kertje, a Sítio (kisbirtok) ma az Instituto Burle Marx alapítvány székhelye is. |                               |

| | Lençóis Maranhenses Nemzeti Park |
| Felvétel: 2024 |                                  |
| Természeti (VII)(VIII) |                                  |
| Védett terület: 156 562 ha, puffer zóna: 268 231 ha, hivatkozás: 1611 |                                  |
| A Brazília északkeleti részén Maranhão állam partvidékén fekvő helyszín három életközösség - Cerrado, Caatinga és az Amazonas-medence - határán terül el. Területének több mint a felét fehér partmenti dűnék alkotják ideiglenes és állandó lagúnákkal. A park a biodiverzitás megőrzésében betöltött fontos szerepén túl globálisan is jelentős esztétikai és geológiai/geomorfológiai értékeiről is nevezetes. Egy 80 kilométer hosszú partszakaszon a szél a dűnéket hosszú láncokká formálja, és az esős évszakban különböző színű, formájú, méretű és mélységű lagúnák alakulnak ki köztük. A táj akkor a leglátványosabb, amikor a lagúnák elérik a legnagyobb kiterjedésüket. Ez Dél-Amerika legnagyobb stabil és mozgó dűnékból álló együttese ahol tanulmányozható a negyedidőszaki dűnék keletkezésének és fejlődésének folyamata. |                                  |

## Javasolt helyszínek
| Név                                                                                   | Kép | Típus      | Kritérium                    | Év   | Hiv. |
| ------------------------------------------------------------------------------------- | --- | ---------- | ---------------------------- | ---- | ---- |
| Chapada do Araripe kultúrtáj                                                          |     | kulturális | III, VI, VIII                | 2024 |      |
| Oswaldo Cruz Alapítvány                                                               |     | kulturális | II, VI                       | 2024 |      |
| Amazóniai színházak: Teatro Amazonas és Teatro da Paz                                 |     | kulturális | II, IV, VI                   | 2015 |      |
| Brazíliai erődök                                                                      |     | kulturális | II, IV                       | 2015 |      |
| Cedro gát                                                                             |     | kulturális | IV                           | 2015 |      |
| Acre mértani alakzatai                                                                |     | kulturális | III, IV, V                   | 2015 |      |
| Az Ingá folyó sziklarajzai                                                            |     | kulturális | I, III                       | 2015 |      |
| Paranapiacaiba kultúrtáj                                                              |     | kulturális | I, II, IV                    | 2014 |      |
| Ver-o-Peso                                                                            |     | kulturális | II, III, IV, VI              | 2014 |      |
| Anavilhanas ökológiai terület                                                         |     | természeti | VII, IX, X                   | 1998 |      |
| Serra do Divisor Nemzeti Park                                                         |     | természeti | VII, VIII, IX, X             | 1998 |      |
| Serra da Canastra Nemzeti Park                                                        |     | természeti | VII, IX, X                   | 1998 |      |
| A Peruaçu védett szövetségi terület barlangjai                                        |     | vegyes     | III, IV, V, VII, VIII, IX, X | 1998 |      |
| Serra da Capivara Nemzeti Park és állandó természetvédelmi terület (kiterjesztés)     |     | vegyes     | III, IV, VII, VIII, IX, X    | 1998 |      |
| A Rio Peruaçu kanyonja, Minas Gerais                                                  |     | természeti | VII, VIII, IX, X             | 1998 |      |
| Sao Bento-templom és kolostor, Rio de Janeiro                                         |     | kulturális | I, II, IV                    | 1996 |      |
| Kultúrpalota (Rio de Janeiro), az Oktatási és Egészségügyi Minisztérium régi székháza |     | kulturális | I, II, IV                    | 1996 |      |
| Pico da Neblina Nemzeti Park (Amazonas)                                               |     | természeti | VII, IX, X                   | 1996 |      |
| Serra da Bocaina Nemzeti Park (São Paulo - Rio de Janeiro)                            |     | természeti | VII, X                       | 1996 |      |
| Atol das Rocas rezervátum (Rio Grande do Norte)                                       |     | természeti | VII, IX                      | 1996 |      |
| Taim ökológiai terület (Rio Grande do Sul)                                            |     | természeti | IX, X                        | 1996 |      |
| Raso da Catarina ökológiai terület (Bahia)                                            |     | természeti | VII, IX                      | 1996 |      |